# پنا این تورینا
پنا این تورینا (به ایتالیایی: Penna in Teverina) یک شهرک و کومونه در ایتالیا است که در استان ترانی واقع شده‌است.

## خصوصیات
پنا این تورینا ۱۰٫۰ کیلومترمربع مساحت و ۱٬۱۰۱ نفر جمعیت دارد و ۳۰۲ متر بالاتر از سطح دریا واقع شده‌است.